# Chinatown (Birmingham)
Birmingham Chinatown of de Chinese Quarter of Birmingham is de Chinese buurt van Birmingham in Engeland. Veel gebouwen zijn gebouwd in Chinese stijl met oriëntaalse daken en de straatlampen hebben een pagodedak. Straten met veel Chinese bedrijven en winkels etc. zijn Hurst Street, Ladywell Walk en Pershore Street. Een procent van de Birminghamse bevolking wordt gevormd door Chinezen in het Verenigd Koninkrijk.